# Amt Eisenach
Das Amt Eisenach, welches aus dem Amt Wartburg hervorging, war eine territoriale Verwaltungseinheit des Herzogtums Sachsen-Eisenach. Als Kerngebiet des Landesteils Sachsen-Eisenach gehörte es zu verschiedenen Ernestinischen Herzogtümern. Ab 1741 gehörte es zum Herzogtum Sachsen-Weimar-Eisenach, welches 1815 zum Großherzogtum Sachsen-Weimar-Eisenach wurde.
Bis zur Verwaltungs- und Gebietsreform des Großherzogtums Sachsen-Weimar-Eisenach im Jahr 1850 und der damit verbundenen Auflösung bildete es als Amt den räumlichen Bezugspunkt für die Einforderung landesherrlicher Abgaben und Frondienste, für Polizei, Rechtsprechung und Heeresfolge.

## Geographische Lage
Das Amt Eisenach lag am Westrand des Thüringer Waldes. Im Amt lag der Unterlauf der Hörsel mit ihrer Mündung in die Werra sowie die Unterläufe der Hörselzuflüsse Nesse und Böber. Im südlichen Amtsgebiet lagen der Erbstrom, dessen Zufluss Rolla den Ort Ruhla in einen eisenachischen und einen gothaischen Teil trennte. Weiterhin befanden sich im Amt die Werrazuflüsse Elte und ein Teil der Suhl. Berge im Amt waren u. a. der Metilstein und der Petersberg bei Eisenach sowie die Stopfelskuppe bei Förtha. In Hörschel am Thüringer Wald beginnt der Rennsteig. Die östliche Grenze zum Herzogtum Sachsen-Gotha bildeten die Hörselberge.
Das Amtsgebiet liegt heute im Westen des Freistaats Thüringen und gehört zum Wartburgkreis. 

## Angrenzende Verwaltungseinheiten
Das Amt Eisenach grenzte an folgende Gebiete:
- Norden: Amt Creuzburg (Herzogtum Sachsen-(Weimar-)Eisenach)
- Nordosten: Wangenheimsches Gericht und Hopffgartensches Gericht (Herzogtum Sachsen-Gotha)
- Osten: Herrschaft Farnroda (Burggrafen von Kirchberg, ab 1799 Herzogtum Sachsen-(Weimar-)Eisenach)
- Südosten: Uetterodtsches Gericht und Amt Tenneberg (Herzogtum Sachsen-Gotha)
- Süden: Ämter Altenstein, Salzungen (Herzogtum Sachsen-Meiningen) und Krayenberg (Herzogtum Sachsen-(Weimar-)Eisenach)
- Südwesten: Amt Frauensee (Landgrafschaft Hessen, ab 1567 Landgrafschaft Hessen-Kassel, ab 1803 Kurfürstentum Hessen, 1816 zum Großherzogtum Sachsen-Weimar-Eisenach)
- Westen: Amt Hausbreitenbach (bis 1733 hessisch-sächsisches Kondominium, dann zum Herzogtum Sachsen-(Weimar-)Eisenach), Exklave Oberellen (Amt Salzungen, Herzogtum Sachsen-Meiningen), Amt Gerstungen (Herzogtum Sachsen-(Weimar-)Eisenach)
- Nordwesten: Amt Sontra (Landgrafschaft Hessen, ab 1567 Landgrafschaft Hessen-Kassel, ab 1803 Kurfürstentum Hessen)

## Geschichte

### Ludowingische Landgrafen von Thüringen
Die um 1080 erstmals erwähnte Wartburg bei Eisenach wurde unter „Ludwig dem Springer“ Stammburg der Ludowinger und später auch von der Landgrafschaft Thüringen. Sie nahm in dieser Zeit repräsentative und militärische Aufgaben wahr. Das Geschlecht der Grafen von Wartburg, welches sich ab 1224 auch „von Brandenburg“ nannte, verwaltete die Wartburg zwischen 1137/38 und 1227 für die Landgrafen von Thüringen. Deren Stammsitz, die Brandenburg bei Lauchröden, bildete einen eigenen Herrschaftsbereich. Der Ort Eisenach, an den zwei Handelsstraßen Lange Hessen und Kurze Hessen von Frankfurt am Main nach Leipzig gelegen, wurde um dieselbe Zeit erstmals erwähnt. Mitte des 12. Jahrhunderts wurde die Marktsiedlung Eisenach auch ein Verwaltungszentrum.

### Wettinische Landgrafen von Thüringen und Ernestinisches Kurfürstentum Sachsen
Nach dem Aussterben der Ludowinger im Jahr 1247 wurden im Verlauf des Thüringer Erbfolgekrieges (1247–1264) die Wettiner neue Landgrafen von Thüringen. In diesem Krieg kam der Wartburg eine zentrale Bedeutung als Symbol der Herrschaft über Thüringen zu. Bei Beginn der wettinischen Herrschaft über die Landgrafschaft Thüringen war die Wartburg der mit Abstand wichtigste Aufenthaltsort der Landgrafen. Trotz der langsamen Verlagerung der Hauptresidenz nach Gotha, konnte sich das Zentrum Wartburg-Eisenach in der Mitte des 13. Jahrhunderts seinen Stand als Hauptresidenz bewahren.
1279/80 veräußerte Albert II. von Brandenburg seine Herrschaft mit der Burg Brandenburg bei Lauchröden an den Landgrafen Albrecht II. den Entarteten. Zu diesem Herrschaftsbereich gehörten die Orte Lauchröden, Sallmannshausen und Unterellen. Sie wurden daher als zum brandenburgische Gerichte zugehörig genannt, administrativ gehörten die Orte wohl zum Verwaltungsgebiet der Wartburg. 
Nach der Niederschlagung eines Aufstands in Eisenach im Jahre 1308 wurde die Verwaltung des Gebiets um die Wartburg von der Wasserburg Klemme in Eisenach aus wahrgenommen. Dieses Amt Clemda umfasste hierbei einen Streubesitz aus Orten und Rechten, der überwiegend im nördlichen Umland von Eisenach lag. Nachdem Eisenach im letzten Viertel des 13. Jahrhunderts seine eigene städtische Gerichtsbarkeit erhielt, wurde die Verwaltung der anderen Orte von jener getrennt und nach dem Tod von Friedrich dem Friedfertigen († 1440) auf die Wartburg verlegt. In Eisenach entstanden im 14. Jahrhundert etliche Klöster, welche mit Besitzungen im Umland ausgestattet wurden. Mit der Verlagerung der Hauptresidenz nach Gotha setzte Ende des 13. Jahrhunderts ein Bedeutungsverlust der Wartburg ein. Sie diente fortan vor allem als Sitz der Vögte bzw. seit 1356 vorwiegend der Amtmänner der Wartburg, deren Verwaltung die Wartburg um 1335 unterstellt wurde. Ein eigenes „Amt Wartburg“ wurde offenbar nach Mitte des 14. Jahrhunderts eingerichtet.
Bei der Leipziger Teilung der wettinischen Besitzungen im Jahr 1485 kam das Gebiet des Amts Wartburg und Eisenach als Teil der Landgrafschaft Thüringen zum Kurfürstentum Sachsen der Ernestiner. Der Aufstieg von Weimar zur neuen landgräflichen Residenz im 15. Jahrhundert bewirkte den endgültigen Bedeutungsniedergang der Wartburg. Nach dem Reichstag zu Worms weilte Martin Luther vom 4. Mai 1521 bis 1. März 1522 auf der Wartburg. Infolge des Bauernkriegs im Jahr 1525 wurden die Eisenacher Klöster säkularisiert. Die Reformation wurde 1527 eingeführt. Durch die Folgen des Schmalkaldischen Krieges verloren die Ernestiner im Jahr 1547 die Kurwürde, wodurch die bei ihnen verbliebenen Besitzungen im Herzogtum Sachsen mit der Hauptstadt Weimar vereinigt wurden.

### Ernestinische Herzogtümer
Bei  der Erfurter Teilung des Herzogtums Sachsen 1572 wurde das Amt Wartburg dem Herzogtum Sachsen-Coburg-Eisenach zugeteilt, welches den beiden Söhnen Johann Friedrich II. des Mittleren, Johann Casimir und Johann Ernst als Besitz übergeben wurde. Für die beiden unmündigen Prinzen wurde eine Vormundschaft der Kurfürsten, also Friedrich III. von der Pfalz, Johann Georg von Brandenburg und August von Sachsen eingerichtet. Letzterer übernahm auch die Regentschaft des neuen Landes.
1586 wurden die Vormundschaft und die Regentschaft aufgehoben, und Johann Casimir und Johann Ernst traten gemeinsam die Herrschaft über das Herzogtum an. Johann Ernst zog sich jedoch schon bald aus der Politik zurück und wohnte auf dem von ihm erbauten Jagdschloss in Marksuhl, welches nach 1591 Amtshaus wurde. Bei der Landesteilung von 1596 erhielt Johann Ernst das Herzogtum Sachsen-Eisenach, zu dem auch das Amt Wartburg gehörte. Daraufhin verlegte Johann Ernst seine Residenz von Marksuhl nach Eisenach, wo mit der Errichtung eines Residenzschlosses begonnen wurde. Marksuhl bildete in der Folgezeit ein eigenes Gericht, welches zum späteren Amt Eisenach gehörte. Mitte des 17. Jahrhunderts verschwand die Wartburg aus dem Amtsnamen, dafür wurde das „Amt Eisenach“ erwähnt.
Aufgrund verschiedener Erbteilungen und -vereinigungen gehörte das Amt Wartburg bzw. Eisenach mit dem Gericht Marksuhl in der folgenden Zeit zu den Herzogtümern:
- 1596–1633: Herzogtum Sachsen-Eisenach
- 1633–1638: Herzogtum Sachsen-Coburg-Eisenach
- 1638–1641: Herzogtum Sachsen-Weimar
- 1641–1644: Herzogtum Sachsen-Eisenach
- 1644–1662: Herzogtum Sachsen-Weimar
- 1662–1741: Herzogtum Sachsen-Eisenach.

1741 fiel das Amt Eisenach mit dem Gericht Marksuhl als Teil des Herzogtums Sachsen-Eisenach vertragsgemäß mit dem Tode des Herzogs Wilhelm Heinrich an Ernst August I. von Sachsen-Weimar. Seitdem gehörte das Amt zum Herzogtum Sachsen-Weimar-Eisenach, welches 1815 zum Großherzogtum ernannt wurde. In dem Gebiet lagen zahlreiche adlige Dörfer und Höfe, welche zwar unter dem Obergericht des Herzogtums Sachsen-Eisenach standen, aber ihre gesonderten Untergerichte hatten.
1849/50 erfolgte im Großherzogtum Sachsen-Weimar-Eisenach die Trennung der Rechtsprechung von der Verwaltung. Dabei wurden auch die im Amt bestehenden Patrimonialgerichte aufgehoben. Das Amt Eisenach kam mit anderen Ämtern des Eisenacher Kreises zum Verwaltungsbezirk Eisenach, der auch als III. Verwaltungsbezirk bezeichnet wurde. Durch Einführung der neuen Gerichtsordnung im Jahr 1879 wurden das Stadtgericht und das Kreisgericht Eisenach aufgelöst und dem Amtsgerichtsbezirk Eisenach angegliedert. Nur die Orte Göringen, Lauchröden mit Schmalweihhof, Sallmannshausen und Unterellen („Brandenburgisches Gericht“) kamen an das Amtsgericht Gerstungen.

## Zugehörige Orte
Städte
- Eisenach

Amtsdörfer
| - Beuernfeld - Bolleroda - Burkhardtroda - Eckardtshausen - Etterwinden | - Fischbach - Förtha - Hörschel (Landesherrschaftlicher Anteil) - Kittelsthal - Kupfersuhl | - Großenlupnitz - Mosbach - Ruhla (Eisenacher Anteil, links des Bachs) - Unkeroda |

Die Einwohner des Orts Oesterbehringen, eines Guts zu Großenbehringen, eines Guts zu Wolfsbehringen und eines Guts zu Reichenbach, welche im Herzogtum Sachsen-Gotha lagen, waren in Schuld- und Geldsachen an das Amt Eisenach gewiesen.
Amtshöfe
| - Attchenbach - Heiligenstein (Schenke) - Kriegersberg - Metschrieden (Dürrerhof) - Mölmeshof | - Ramsborn - Rothenhof - Teichenhof (später: Kupferhütte) - Trenkelhof - Wackenhof | - Weißenborn (ehem. Kloster) - Wolfsburg |

Burgen und Schlösser
- Wartburg
- Eisenacher Stadtschloss
- Wasserburg Klemme in Eisenach, zeitweise Amtssitz
- Jagdschloss Hohe Sonne bei Eisenach
- Charlottenburg in Eisenach
- Schloss Wilhelmsthal in Marksuhl
- Brandenburg bei Lauchröden
- Schloss Fischbach bei Eisenach
- Schloss Neuenhof in Neuenhof
- Schloss Neuscharfenberg in Wenigenlupnitz

Klöster in Eisenach bis 1525
- Dominikanerkloster
- Johanniskloster
- Franziskanerkloster St. Elisabeth
- Franziskanerklöster St. Paul
- Kartause Eisenach
- Katharinenkloster
- Nikolaikloster

Adlige Dörfer
| - Epichnellen - Göringen - Hörschel (Adliger Anteil im Amt Eisenach) - Lauchröden - Melborn | - Neuenhof - Sallmannshausen - Stedtfeld - Stockhausen - Unterellen | - Wartha - Wenigenlupnitz - Wilhelmsthal |

Adlige Höfe
- Künkelhof
- Lutzberg
- Rangenhof
- Schmalweihhof (bei Lauchröden)
- Schnepfenhof
- Taubachshof

Gericht Marksuhl
- Marksuhl
- Burkhardtroda
- Baueshof (Hof)
- Meileshof (Hof)
- Hanhof (Hof)

Das Gericht Marksuhl hatte seinen eigenen Gerichtssekretär, der in Marksuhl wohnte.
Wüstungen
- Frohnishof bei Stockhausen
- Gospenrode bei Wenigenlupnitz
- Malittenburg, Rudolfsburg und Burg Metilstein bei Eisenach
- Taubenellen bei Etterwinden
- Westheim bei Wenigenlupnitz
- Kratzeroda, Grevenhain, Spirau, Lutzberg, der Berg Piller und der Kielforst

## Amtmänner

### Burgmannen und Amtmänner der Wasserburg Klemme im 14. und 15. Jahrhundert
- Wetzel  von Stein
- Hermann  von Buchenau
- Dietrich  von Witzleben
- Johann  Trott
- ein Ritter Schindekop
- Fritz von  Frimar (um 1440)
- Heinrich von  Bischofsrode (um 1440)

### Amtmänner auf der Wartburg
- Bruno von Teutleben (um 1418)
- Hans Sittich von Berlepsch (1517 bis 1525)
- Christoph von der Planitz (bis 1528)
- Eberhard von der Tann (1528 bis 1543)
- Christoph von Harstall (1544 bis 1547)